# Neat Records
Neat Records (später auch: Neat Metal) war ein Independent-Label aus Newcastle, Großbritannien. Das Label war 1979 von David Wood gegründet worden. Das Label wurde 1995 von seinem damaligen Eigentümer, dem ehemaligen Tygers-of-Pan-Tang-Sänger Jess Cox, an Sanctuary Records verkauft.

## Labelgeschichte
1979 gründete David Wood das Label Neat Records. Zunächst war angedacht, ein zweites Label namens Tidy zu gründen, eine Zweierfigur („hübsch“ und „sauber“), die Idee wurde jedoch verworfen. Die ersten beiden Veröffentlichungen waren die Singles All I Wanna Be Is Your Romeo von Motorway und One and Only Girl von Janie McKenzie. Recht schnell, vor allem dank Tygers of Pan Tang wurde das Label zu einem reinen Metal-Label, die ersten beiden Singles blieben die Ausnahme. Mit Raven, Satan und Jaguar hatte die Gruppe einige zugkräftige Namen der New Wave of British Heavy Metal am Start. Die Band Venom, deren Mitglied Conrad „Cronos“ Lant damals für Neat Records arbeitete, viele der heute bekannten New-Wave-of-British-Heavy-Metal-Bands auf Konzerten entdeckte und seiner Band einen Vertrag bei Neat Records beschaffte, sollte zudem „die Suche nach mehr Brutalität richtig ins Rollen“ bringen und als Thrash- und Black-Metal-Vorreiter zu einer der einflussreichsten Gruppen des Metals werden.
1987 kehrte Tygers-of-Pan-Tang-Sänger Jess Cox nach Newcastle zurück, um im Rahmen seiner Tätigkeit als Musikjournalist ein Interview mit dem neuen Eigentümer von Neat Records zu führen. Er blieb, zunächst als Presseagent, dann als Partner. Seine ersten Veröffentlichungen waren zwei bis unveröffentlichte Sweet-Savage- und Blitzkrieg-Alben, sowie ein Album von Lants Soloprojekt Cronos. Hierfür erfand er das Label Neat Metal. Zwischen 1995 und 2001 brachte Cox etwa 40 neue Alben von alten Bands, unter anderem von Savage und Holocaust, aber auch neuen Gruppen wie Marshall Law heraus. Sein zweites Label, das Metal-Label Edgy, gewann jedoch immer mehr an Priorität, so dass er sich 1995 entschied, Neat Metal an Sanctuary Records abzutreten.

## Bedeutung
Das Label ist bekannt für die frühen Veröffentlichungen der Band Venom aus Newcastle, die erheblichen Einfluss auf die Entstehung stilistisch extremer Metal-Strömungen hatte, und zahlreiche Klassiker der New Wave of British Heavy Metal. Während keine der Bands von Neat Records Mainstream-Erfolge verzeichnete, waren vor allem Venom, Raven, Blitzkrieg, Holocaust und Jaguar wichtige Einflüsse für eine Reihe von großen US-amerikanischen Thrash-Metal-Bands wie Metallica, Megadeth und Anthrax. Insbesondere Metallica nahmen einige Coverversionen diverser Neat-Records-Bands (Blitzkrieg, Holocaust, Sweet Savage) auf ihrer EP Garage Days Re-Revisited, dem Album Garage Inc. und  diversen Singles auf.

## Bands (Auswahl)
- Blitzkrieg
- Geordie
- Holocaust
- Jaguar
- Raven
- Sweet Savage
- Tygers of Pan Tang
- White Spirit
- Wishbone Ash
- Venom